# Ортис, Сельсо
Се́льсо Фабиа́н Орти́с Гама́рра (исп. Celso Fabián Ortíz Gamarra; родился 26 января 1989 года в Асунсьоне, Парагвай) — парагвайский футболист, опорный полузащитник мексиканского клуба «Пачука». Бывший игрок сборной Парагвая.

## Клубная карьера
Ортис — воспитанник футбольной академии клуба «Серро Портеньо». В 2007 году он дебютировал в парагвайской Примере. На родине Сельсо выступал на протяжении трёх сезонов, но не всегда был футболистом основы. В 2010 году он перешёл в нидерландский АЗ. 7 февраля в матче против «Фейеноорда» Ортис дебютировал в Эредивизи. 20 ноября в поединке против «Твенте» Сельсо забил свой первый гол за команду. В 2013 году он помог клубу завоевать Кубок Нидерландов.
Летом 2016 года Ортис перешёл в мексиканский «Монтеррей». 31 июля в матче против «Крус Асуль» он дебютировал в мексиканской Примере. 6 ноября в поединке против «Веракрус» Сельсо забил свой первый гол за «Монтеррей».

## Международная карьера
В 2009 году в составе молодёжной сборной Парагвая Ортис принял участие в молодёжном чемпионате мира в Египте. На турнире он сыграл в матчах против сборных Италии, Египта, Тринидада и Тобаго и Южной Кореи.
4 сентября 2010 года в товарищеском матче против сборной Японии Сельсо дебютировал за сборную Парагвая.
В 2016 году Сельсо принял участие в Кубке Америки в США. На турнире он сыграл в матчах против команд Коста-Рики, США и Колумбии.

## Личная жизнь
У Ортиса и Патрисии Солабаррьета трое детей: сын Максимилиано (род. 2009) и дочери-близнецы Антониа София и Джозефина Люсия (род. 28 января 2016).

## Достижения
Командные
 АЗ
- Обладатель Кубка Нидерландов — 2012/13